# بيتر ميلز (سياسي)
بيتر ميلز (بالإنجليزية: Peter Mills)‏ هو سياسي أمريكي، ولد في 3 يونيو 1943 في الولايات المتحدة. حزبياً، نشط في الحزب الجمهوري. وقد انتخب عضو مجلس ولاية مين.

## وصلات خارجية
- الموقع الرسمي